# 名刺相占い
名刺相占い（めいしそううらない）とは、名刺を名刺相という捉え方をして、名刺を占う。

## 概要
名刺は通常、ビジネス上で使用されるという観点から、名刺相占いは、ビジネス運を占うものとされている。
名刺相のベースになるのは方位学。名刺の中心から名刺を八分割し（各45度）八方位として観ていく。
方位の象意は、方位学のビジネス的な象意からによるもの。
東新規運、才能運、企画運
東南商売運、営業運、取引運、人脈運
南名誉運、出世運、知的運、美的運
西南勤労運、継続運、補佐運
西金運、接待運、遊興運
北西事業運、資金運、引き立て運
北部下運、人材運、人間関係運
北東後継者運、変化運、蓄財運、不動産運

### 名刺相占い鑑定
方位学をベースにして、社名、個人名、肩書、ロゴ、アドレス等の配置を観て、各方位の張り（吉相）と欠け（凶相）を判断する。
細かく名刺相占いをすれば、各方位それぞれに張りと欠けがあり、一概には吉相名刺と凶相名刺という風に明確に分けられない。
それぞれの名刺相に吉相の面もあれば、凶相の面もある。
これはその名刺相に現われている面の、長所もあれば短所もあるという判断になり、長所を伸ばし、短所に気をつけるという視点に繋がる。
名刺相は、ビジネス運が現われているという観点から、ビジネス活動の全てが名刺相として現われているという考えになる。
名刺相占いは客観的にビジネス運を観る事が出来、対策を練れるのが目的。

#### 開運名刺作成
名刺相占いは基本的に鑑定が目的であるが、名刺相がわかる事によりその応用として、自分にとって望ましい名刺相を作り出す事が出来る。これを方位学的に解釈するのならば、吉方位取りを行い、運を上げる手法と考え方は同じである。
八方位をバランス良く活用する事や、特に自分の強めたいジャンルの方位を活用する事等、名刺相的に吉効果を高める事は、名刺相占いのさらなる活用と考えられる。
名刺相による開運目的で作成する名刺を開運名刺という呼び方をし、名刺相占いの開運法となっている。